# グレイディ郡 (オクラホマ州)
グレイディ郡（英: Grady County）は、アメリカ合衆国オクラホマ州の郡である。人口は5万4795人（2020年）。郡庁所在地はチカシェイであり、同郡で人口最大の都市である。グレイディ郡は、オクラホマシティ都市圏に属している。

## 歴史
グレイディ郡の土地は当初、アメリカ合衆国南東部の資産と引き換えにチョクトー族インディアンに与えられた。1837年にチカソー族が加わり、1855年には条約で2つの部族を分け、チカソー族がグレイディ郡の大半を含む土地を取得した。1898年のカーティス法によりチカソー族からその土地の権限を奪い、部族の土地は区分され、州昇格のための道を開いた。1907年にオクラホマが州に昇格したとき、グレイディ郡が組織化され、チカシェイが郡庁所在地に指定された。
郡名はアトランタ憲法の編集者で南部の雄弁家だったヘンリー・W・グレイディに因んで名付けられた。

## 地理
アメリカ合衆国国勢調査局に拠れば、郡域全面積は1,105平方マイル (2,861.9 km2)であり、このうち陸地1,101平方マイル (2,851.6 km2)、水域は4平方マイル (10.4 km2)で水域率は0.39％である。

### 主要高規格道路
- 州間高速道路44号線
- アメリカ国道62号線
- アメリカ国道81号線
- アメリカ国道277号線
- オクラホマ州道17号線
- オクラホマ州道19号線
- オクラホマ州道92号線
- オクラホマ州道9号線

### 隣接する郡
- カナディアン郡 - 北
- マクレーン郡 - 東
- ガービン郡 - 南東
- スティーブンズ郡 - 南
- コマンチ郡 - 南西
- カドー郡 - 西

## 人口動態

2000人口ピラミッド

以下は2000年国勢調査による人口統計データである。
| 基礎データ - 人口: 45,516人 - 世帯数: 17,341 世帯 - 家族数: 12,797 家族 - 人口密度: 16人/km2（41人/mi2） - 住居数: 19,444軒 - 住居密度: 7軒/km2（18軒/mi2） 人種別人口構成 - 白人: 87.31% - アフリカン・アメリカン: 3.06% - ネイティブ・アメリカン: 4.85% - アジア人: 0.34% - 太平洋諸島系: 0.04% - その他の人種: 1.12% - 混血: 3.28% - ヒスパニック・ラテン系: 2.89% 年齢別人口構成 - 18歳未満: 26.7% - 18-24歳: 9.3% - 25-44歳: 27.7% - 45-64歳: 23.2% - 65歳以上: 13.1% - 年齢の中央値: 36歳 - 性比（女性100人あたり男性の人口） - 総人口: 95.3 - 18歳以上: 91.3 | 世帯と家族（対世帯数） - 18歳未満の子供がいる: 34.7% - 結婚・同居している夫婦: 60.5% - 未婚・離婚・死別女性が世帯主: 9.7% - 非家族世帯: 26.2% - 単身世帯: 22.49% - 65歳以上の老人1人暮らし: 10.5% - 平均構成人数 - 世帯: 2.58人 - 家族: 3.02人 収入と家計 - 収入の中央値 - 世帯: 32,625米ドル - 家族: 39,636米ドル - 性別 - 男性: 30,306米ドル - 女性: 21,108米ドル - 人口1人あたり収入: 15,846米ドル - 貧困線以下 - 対人口: 13.9% - 対家族数: 10.4% - 18歳未満: 16.9% - 65歳以上: 14.6% |

## 都市と町
| - チカシェイ（郡庁所在地） - アレックス - アンバー - ブラドリー - ブリッジクリーク - ミドルバーグ - ミンコ | - ニネカー - ノージ - ポカセット - ラッシュッスプリングス - タトル - バーデン |

Blanchard, Oklahoma